# Saison 4 de Slasher
Chronologie
Saison 3 : Solstice
Cet article présente le guide des 8 épisodes de la quatrième saison de la série télévisée d'anthologie canadienne Slasher.

## Synopsis
L'histoire suit une réunion de famille riche mais dysfonctionnelle pour une réunion sur une île isolée. Leurs vieilles blessures et rivalités compétitives éclatent lorsque la famille se rend compte qu'un tueur masqué est sur l'île, avec l'intention de les éliminer cruellement un par un.

## Distribution

### Acteurs principaux
- A.J. Simmons : Vincent Galloway
- Alex Ozerov : Theo Galloway
- Christopher Jacot (en) (VF : Jérémy Bardeau) : Seamus Galloway
- Jeananne Goossen : Dr. Persephone Trinh
- Maria del Mar : Annette Galloway
- Paula Brancati (VFB : Mélanie Dambermont) : Christy Martin
- Rachael Crawford : Grace Galloway
- Sabrina Grdevich : Florence Galloway
- Sydney Meyer : Liv Vogel
- David Cronenberg : Spencer Galloway

### Acteurs récurrents et invités
- Breton Lalama : O’Keeffe Galloway
- Corteon Moore : Jayden Galloway
- Jefferson Brown : Merle
- Nataliya Rodina : Aphra Galloway
- Patrice Goodman : Birgit Vogel
- Joanne Vannicola (VFB : Valérie Lemaître) : Amber Ciotti
- Patrick Garrow (VF : Christian Visine) : Ray Craft

- Version française[1]
  - Société de doublage : BTI Studios (Belgique)
  - Direction artistique : Monia Douieb

## Diffusion
- La saison est diffusée du 12 août 2021 au 16 septembre 2021 sur Shudder.

## Liste des épisodes

### Épisode 1: Titre français inconnu (Thicker Than Water)
- États-Unis : 12 août 2021 sur Shudder

### Épisode 2: Titre français inconnu (The Sins of the Father)
- États-Unis : 12 août 2021 sur Shudder

### Épisode 3: Titre français inconnu (In Trust)
- États-Unis : 19 août 2021 sur Shudder

### Épisode 4: Titre français inconnu (Upstairs Downstairs)
- États-Unis : 26 août 2021 sur Shudder

### Épisode 5: Titre français inconnu (Family Ties)
- États-Unis : 2 septembre 2021 sur Shudder

### Épisode 6: Titre français inconnu (Face Time)
- États-Unis : 9 septembre 2021 sur Shudder

### Épisode 7: Titre français inconnu (Goldfinger)
- États-Unis : 16 septembre 2021 sur Shudder

### Épisode 8: Titre français inconnu (Kindred)
- États-Unis : 16 septembre 2021 sur Shudder